# Sông Waimakariri
Sông Waimakariri là một trong những con sông lớn nhất ở Canterbury, trên bờ biển phía đông của Đảo Nam của New Zealand. Sông này chảy một đoạn dài 151 kilômét (94 mi) theo hướng thường xuyên về phía đông nam từ dãy Nam Alps qua đồng bằng Canterbury, sau đó chảy ra Thái Bình Dương.
Sông này bắt đầu ở sườn phía đông của dãy Alps phía đông, cách đèo Arthur 8 km về phía tây nam. Đối với hầu hết các vùng thượng lưu của nó, sông được phân dòng, với các lòng sông rộng. Khi sông đến gần Đồng bằng Canterbury, nó đi qua một vành đai các ngọn núi và bị ép vào một hẻm núi hẹp (Hẻm núi Waimakariri), trước khi trở lại phân dòng và đi qua đồng bằng. Sông này đi tiếp vào phía bắc Thái Bình Dương của Christchurch, gần thị trấn Kaiapoi.
Thay vì là vùng đất không có người ở như hầu hết các lòng sông ở New Zealand, lòng sông sông Waimakariri được phân vào vùng đất thuộc Hội đồng Khu vực Canterbury.